# Црква Светог ђакона Авакума у Дрињачи
Црква Светог ђакона Авакума у Дрињачи, насељеном месту на територији општине Зворник, припада Епархији зворничко–тузланској Српске православне цркве.

## Историјат
Црква Светог ђакона Авакума у Дрињачи је димензија 15,2×8,4 метара. Градња је започета 1968. године, темеље је освештао епископ зворничко-тузлански Лонгин Томић, а храм 31. августа 1969. године. Иконостас од храстовине је израђен у предузећу „Шперплоча” из Зворника на иницијативу тадашњег директора Милана Богићевића. Иконе на иконостасу је осликао Александар Васиљевић из Добоја. Дрињачку парохију чине насеља Дрињача, Ђевање, Лијешањ, Каменица, Ново Село, Сопотник и Зелиње.